# Kodeks 0257
Kodeks 0257 (Gregory-Aland no. 0257) – grecki kodeks uncjalny Nowego Testamentu na pergaminie, datowany metodą paleograficzną na IX wiek. Rękopis jest przechowywany w Zavordzie. Tekst rękopisu nie jest wykorzystywany we współczesnych wydaniach greckiego Nowego Testamentu. 

## Opis
Zachowało się 47 pergaminowych kart rękopisu, z greckim tekstem Ewangelii Mateusza (5-26) i Ewangelii Marka (6-16) z licznymi lukami. Karty kodeksu mają rozmiar 29,5 na 2,2 cm. Tekst jest pisany dwoma kolumnami na stronę, 23 linijkami w owych fragmentach. Jest palimpsestem, górny tekst jest lekcjonarzem 2094. 
Kodeks 00257 zawiera następujące partie tekstu Ewangelii: 
Mt 5,17-29; 8,4-19; 12,4-13,41; 13,55-14,15; 25,28-16,19; 21,20-43; 22,13-24:24; 25,6-36; 26,24-39;
Mk 6,22-36; 7,15-37; 8,33-11,22; 14,21-16,12.

## Tekst
Tekst rękopisu reprezentuje bizantyńską tradycję tekstualną. Kurt Aland zaklasyfikował tekst rękopisu do kategorii V. 

## Historia
INTF datuje rękopis 0257 na IX wiek . Lekcjonarz 2094 datuje na X wiek . 
Na listę greckich rękopisów Nowego Testamentu wciągnął go Kurt Aland, oznaczając go przy pomocy siglum 0257. Górny tekst lekcjonarza również Aland wciągnął na listę rękopisów NT, dając mu numer 2094 w grupie lekcjonarzy. Został uwzględniony w II wydaniu Kurzgefasste. Rękopis nie jest wykorzystywany w krytycznych wydaniach greckiego Nowego Testamentu (NA26, NA27, UBS4). 
Rękopis jest przechowywany w Klasztorze św. Nikanora (2, nn. 1-16, 289-319) w Zavordzie (w Turcji) . 